# Wigiliusz z Trydentu
Wigiliusz z Trydentu, również Wirgiliusz z Trydentu (ur. ok. 360 w Rzymie, zm. 405 w dolinie Val Rendena) – trzeci biskup Trydentu, święty katolicki, według tradycji męczennik chrześcijański.
Jego matką była Maksencja z Trydentu. Około roku 385 został powołany na urząd biskupi w Trydencie przez biskupa Akwileji lub św. Ambrożego z Mediolanu.
Według żywota napisanego w VI w., Wigiliusz ukończył studia w Atenach. Podczas sprawowania urzędu wiele zdziałał dla nawracania pogan, i to nie tylko na terenie swej diecezji, ale także w okręgach Werony i Brescii. Miał też wybudować trzydzieści kościołów. Był autorem żywotów świętych Syzyniusza, Martyriusza i Aleksandra (De Martyrio SS. Sisinnii, Martyrii et Alexandri), którzy ponieśli śmierć męczeńską podczas ewangelizacji podległych jego biskupstwu terenów, a których relikwie przekazał biskupowi Symplicjanowi do Mediolanu oraz Janowi Złotoustemu do Konstantynopola.
Św. Wigiliusz jest patronem kopalń oraz diecezji Bolzano-Bressanone (Region kościelny Triveneto) a także Trydentu i Tyrolu.
Jego wspomnienie liturgiczne w Kościele katolickim i ewangelickim obchodzone jest 26 marca, w diecezji Bolzano-Bressanone 13 dni po Wielkanocy, natomiast  w Mediolanie i ambrozjańskiej części diecezji Lugano 29 maja. W Trydencie uroczyście świętuje się przeniesienie relikwii w dniu 31 stycznia. Miejscem szczególnego kultu jest Katedra św. Wigiliusza w Trydencie.